# 国道25号

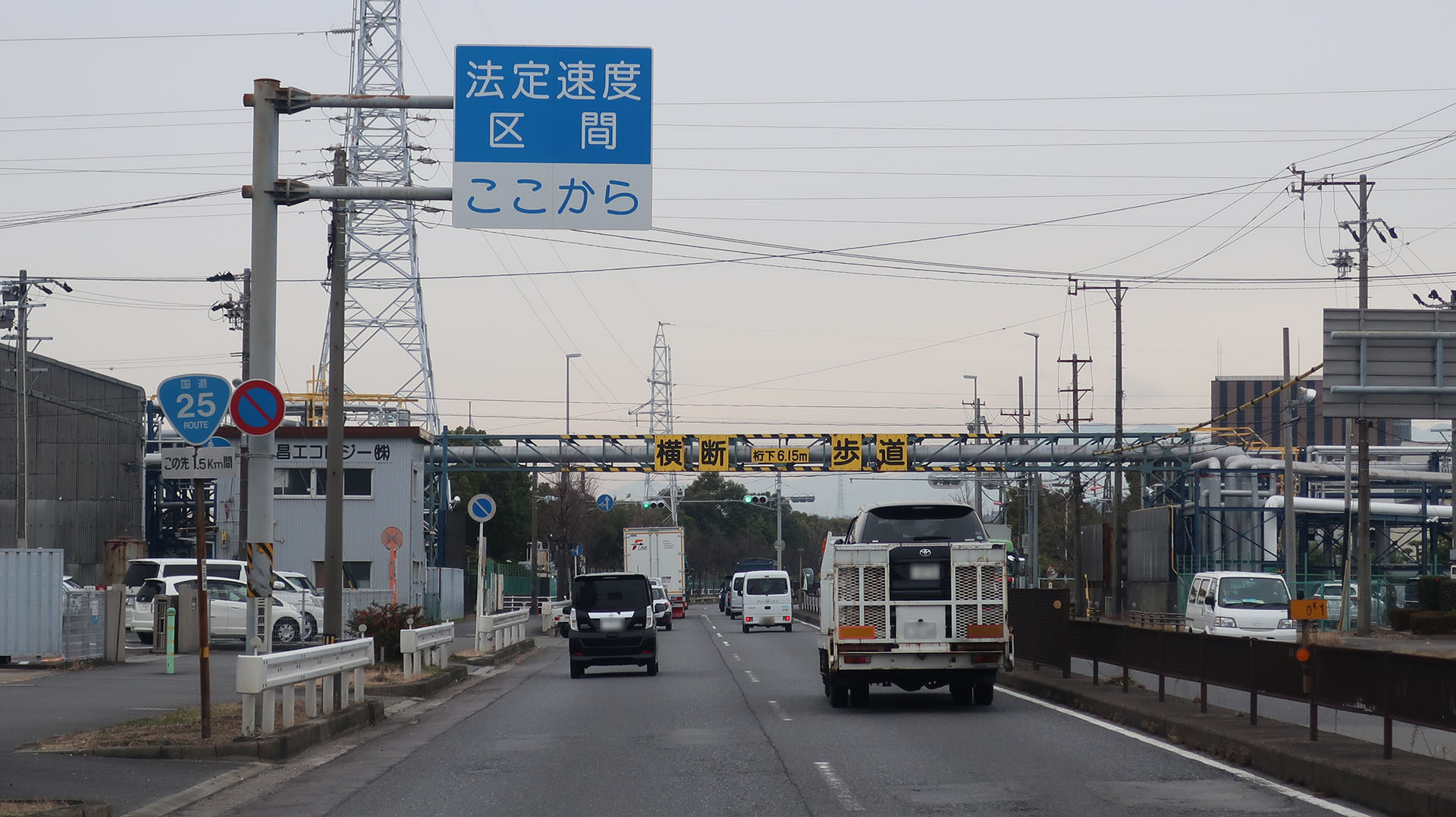
国道25号 起点
三重県四日市市 大里町交差点付近

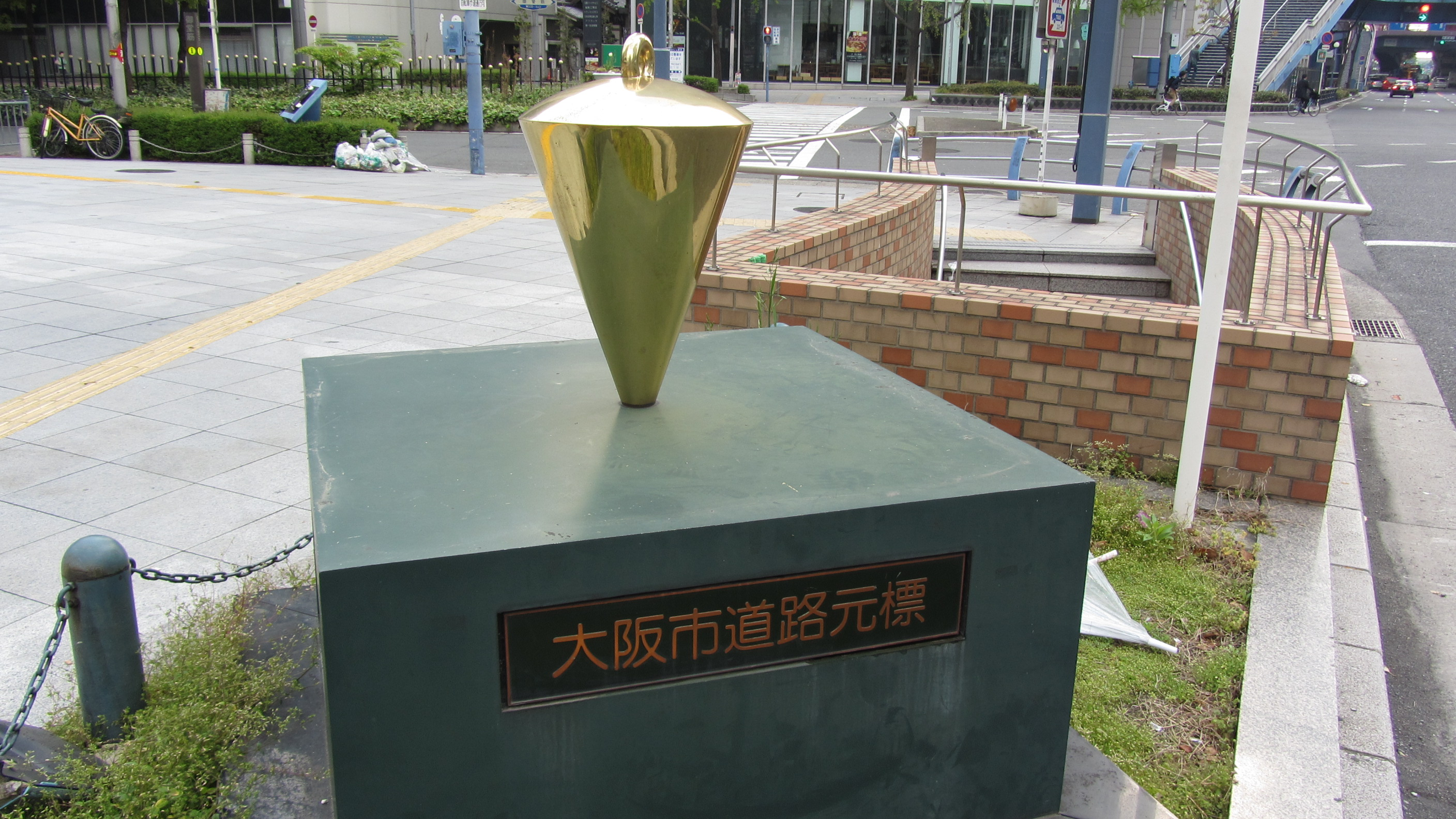
国道25号 終点
梅田新道交差点にある
大阪市道路元標　(正面)

国道25号（こくどう25ごう）は、三重県四日市市から奈良県を経由して、大阪府大阪市北区に至る一般国道である。

## 概要
国道25号は、三重県と奈良県の主要部を経由し、近畿地方の東西を結ぶ幹線の一つである。三重県四日市市と大阪市を結ぶ一般国道であるが、この現道に並行するバイパス道路として、三重県亀山市から奈良県天理市間を結ぶ無料の大規模な自動車専用道路部であり、北ルートの名神高速道路と並んで南ルートとなる高規格幹線道路のことは、通称「名阪国道」の名で知られる。2桁国道であるが、後述の「非名阪」と呼ばれる区間と御堂筋部は指定区間外である。

### 路線データ
一般国道の路線を指定する政令に基づく起終点および重要な経過地は次のとおり。
- 起点：四日市市（大里町交差点 = 国道23号交点）
- 終点：大阪市（北区、梅田新道交差点 = 国道1号・国道176号終点、国道2号・国道26号起点）
- 重要な経過地：鈴鹿市、亀山市、三重県鈴鹿郡関町[注釈 2]、上野市[注釈 3]、奈良県山辺郡都祁村[注釈 4]、天理市、大和郡山市、同県北葛城郡王寺町、同県生駒郡斑鳩町、柏原市、八尾市
- 総延長 : 230.6 km（三重県 114.6 km、大阪府 13.0 km、大阪市 14.9 km、奈良県 88.2 km）重用延長を含む[3][注釈 5]
- 重用延長 : 33.9 km（三重県 31.0 km、大阪府 - km、大阪市 - km、奈良県 2.9 km）[3][注釈 5]
- 未供用延長 : なし[3][注釈 5]
- 実延長 : 196.7 km（三重県 83.6 km、大阪府 13.0 km、大阪市 14.9 km、奈良県 85.3 km）[3][注釈 5]
  - 現道 : 189.6 km（三重県 83.5 km、大阪府 13.0 km、大阪市 13.3 km、奈良県 79.9 km）[3][注釈 5]
  - 旧道 : 0.4 km（三重県 0.1 km、大阪府 - km、大阪市 - km、奈良県 0.3 km）[3][注釈 5]
  - 新道 : 6.7 km（三重県 - km、大阪府 - km、大阪市 1.6 km、奈良県 5.1 km）[3][注釈 5]
- 指定区間：四日市市塩浜字八幡百十七番の一から大阪市浪速区難波中一丁目六番五まで（大里町交差点（起点） - 難波西口交差点）[注釈 6][4]
  - ただし、名阪国道と並走する亀山市関町新所字權現千四百二十七番の一から（経由地省略）天理市川原城町字川向六百五番まで（東海道関宿西交差点[5] - 川原城町交差点）は除く。

## 歴史
大阪と奈良とを結ぶ道は「奈良街道」と呼ばれていた。奈良と四日市を結ぶ道は、886年（仁和2年）に鈴鹿峠越えのルートが開かれるまでは、近畿地方内で伊勢国と畿内とをつなぐ主要ルートとされており、壬申の乱で大海人皇子が東進したルートでもある。
しかし、現在の国道25号のルートは明治大正時代は国道には指定されておらず、国道になったのは第二次大戦後である。これは、当時の国道が東京と各府県庁とを結ぶ道として指定されたものであったためである。

### 年表
- 1952年（昭和27年）12月4日 - 大阪府大阪市北区 - 奈良県奈良市の「奈良街道」が一級国道25号として指定された。
- 1953年（昭和28年）5月18日 - 奈良市より東の「大和街道」が二級国道163号大阪四日市線（大阪府大阪市北区 - 三重県四日市市（諏訪交差点））の一部として国道に指定された。
- 1964年（昭和39年）2月18日 - 名阪国道の建設に伴い、名阪国道に並行する主要地方道天理上野線および、国道163号のうち上野市 - 四日市市間が25号に編入され、四日市市側を起点とした。国道163号は残りの大阪市 - 上野市（現伊賀市）に縮小となり、大和郡山市 - 奈良市間は国道24号の単独区間となった。
- 1965年（昭和40年）4月1日 - 道路法改正により一級・二級の別がなくなり、一般国道25号となった。
- 1975年（昭和50年）4月1日 - 四日市市起点を国道1号諏訪交差点から国道23号大里町交差点へ変更した。

### 旧道
- 西名阪道路（現：西名阪自動車道）

日本道路公団が管理する国道25号の有料バイパス道路として、1969年（昭和44年）に天理IC - 松原IC間が開通。1973年（昭和48年）に、全線が高速自動車国道に格上げされて西名阪自動車道となった。

## 路線状況

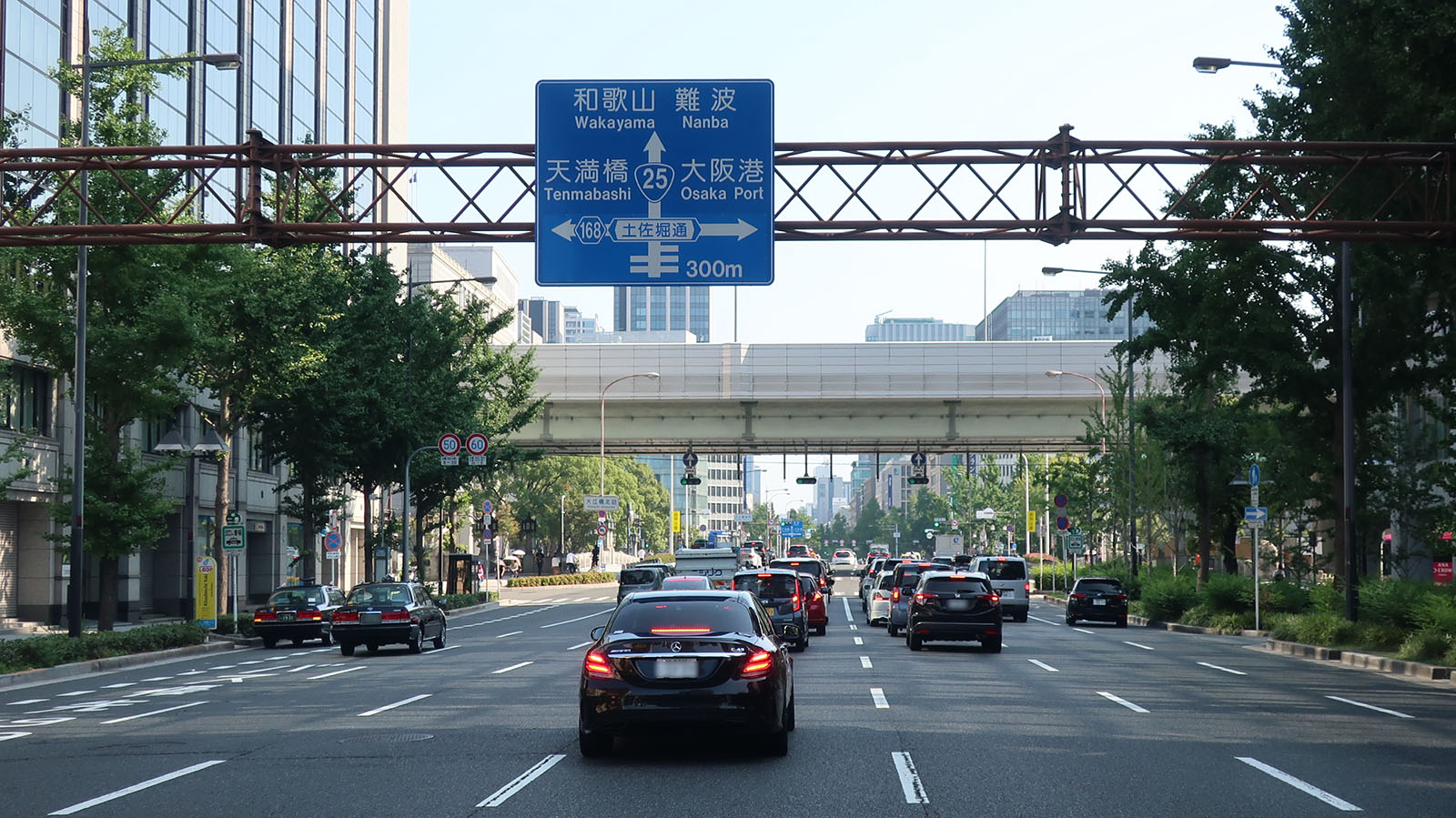
大阪府大阪市北区西天満
南行き一方通行区間

国道25号のバイパスである名阪国道は、三重県亀山市と奈良県天理市を結ぶ自動車専用の高規格幹線道路で、東名阪自動車道と西名阪自動車道という二つの高速自動車国道を結び、実質的には高速道路として機能している。名阪国道に並行して、三重県四日市市と大阪市を結ぶ現道が東西に延びており、名阪国道は自動車専用道路であるため、旧道ともいえる現道区間も自転車・歩行者の通行を配慮して国道指定のまま残されているものと考えられている。この現道区間は、いわゆる「酷道」であることから名阪国道になぞらえて「名阪酷道」と揶揄されることもある。

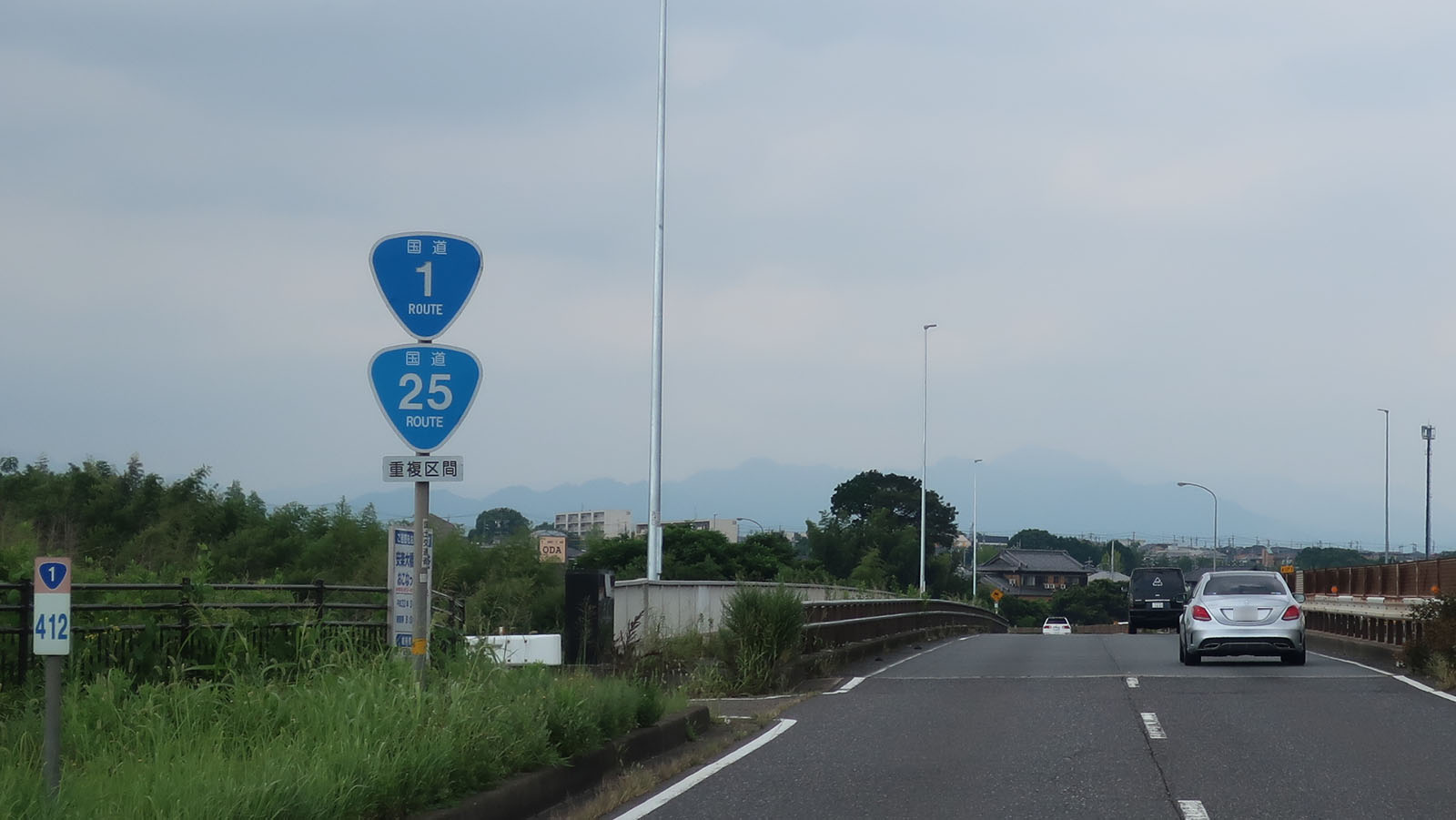
国道1号との重複
三重県鈴鹿市小田町

- 四日市市 - 亀山市

起点・四日市市大里町交差点（国道23号交点）から大治田一交差点まで約1.5 kmの単独区間があるほかは、大部分が国道1号と重複する。この区間は交通量の多い対面2車線の道路で、大治田一の立体交差点では、国道25号の方が高架道（本道）で直進方向に進み、国道1号が側道に入って桑名・名古屋方面へ曲がる。
- 名阪国道

三重県亀山市 - 奈良県天理市を結ぶ国道25号のバイパス道路。1965年（昭和40年）12月に暫定2車線で開通し、1980年（昭和55年）3月には全線の4車線化が完了。自動車専用道路なので、125cc以下の二輪車は通行できない（ただし、側車を備えている場合は同国道を通行することができる）。東名阪自動車道・西名阪自動車道とシームレスにつながっており、一般国道ではあるが高速自動車国道なみの速度で走行する車両が多く、天理東インターチェンジ(IC) - 福住IC間の通称「オメガカーブ」は、死亡事故が非常に多い国道区間と言われている。

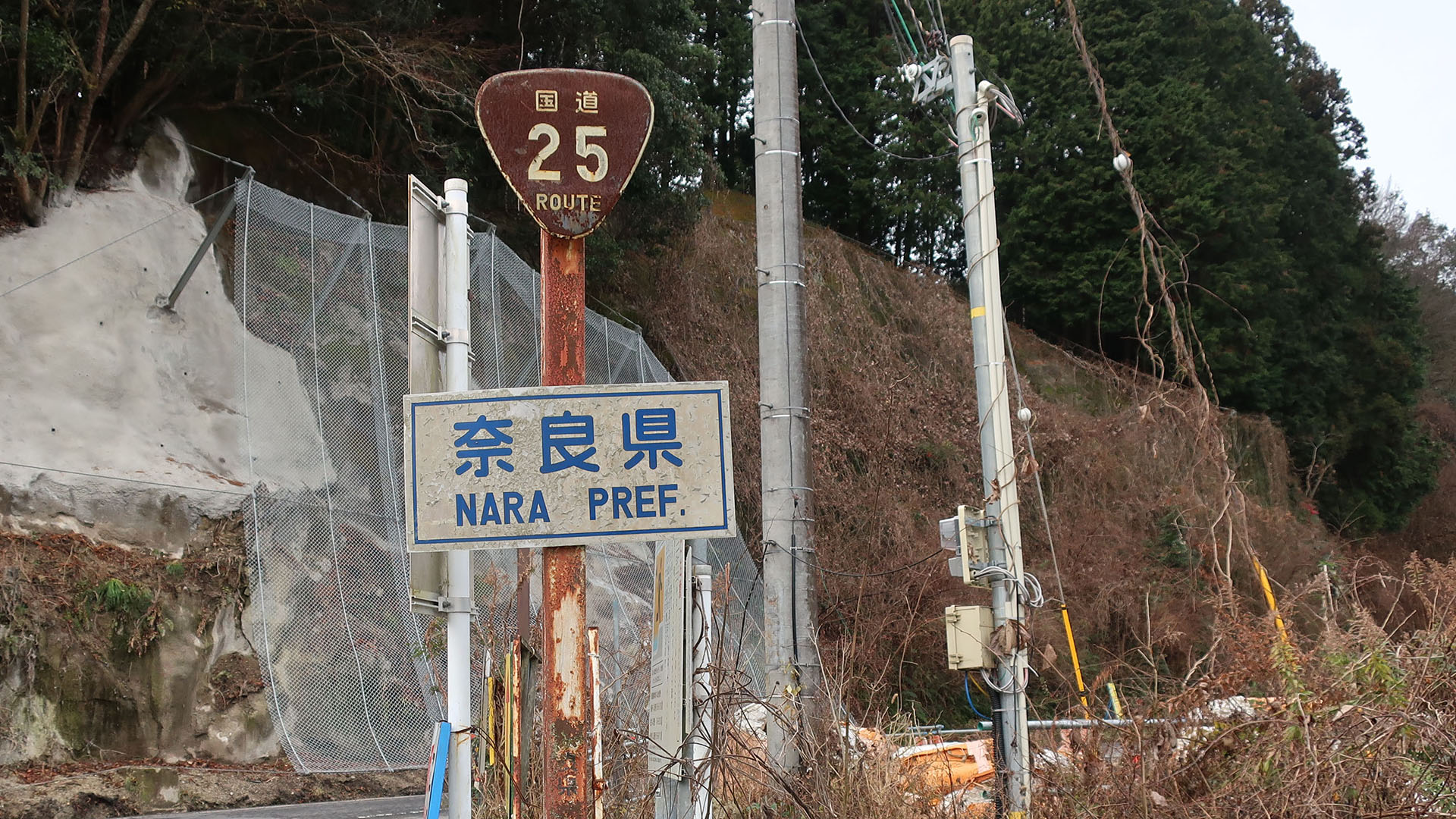
非名阪区間での奈良県境
（2020年1月撮影）

（詳細は名阪国道を参照）
- 非名阪

亀山 - 天理間には、高規格幹線道路として整備された名阪国道が走る一方で、これに並走する旧道も依然国道25号に指定されている。1962年3月の名阪国道制定に伴い、1962年5月に国道25号に編入された区間で、1965年12月の名阪国道開通に伴い、国道編入からわずか3年半で現道から旧道となった。この区間は、名阪国道ではない国道25号という意味で「非名阪」と呼ばれているほか、酷道であるという意味で「名阪酷道」とも呼ばれている。
この亀山 - 天理間の旧道は三重県と奈良県が管理するが、2桁国道（旧・一級国道）でありながら酷道として知られており、並行する名阪国道や周辺の県道と対比しても道路の整備状況は劣る。急勾配・急カーブもある1.5 - 2車線幅の道路が続き、奈良市内など場所によっては乗用車どうしのすれ違いが困難な狭部もある。伊賀IC付近のJR関西本線ガード下は高さ3.7 m制限の通行規制が敷かれている。舗装状態も悪く、特にJR関西本線と並行して走る加太付近の区間が、採石場に出入りするダンプ車両が頻繁に往来するために鋪装が剥がれて無残な状態にある。交通量の多い名阪国道と比べると自動車はほとんど走っておらず、交通量は極めて少ない。奈良県天理市では天理ダムの堤体上を通過する道路が国道である。
- 天理市 - 大和郡山市 - 斑鳩町 - 奈良県・大阪府境

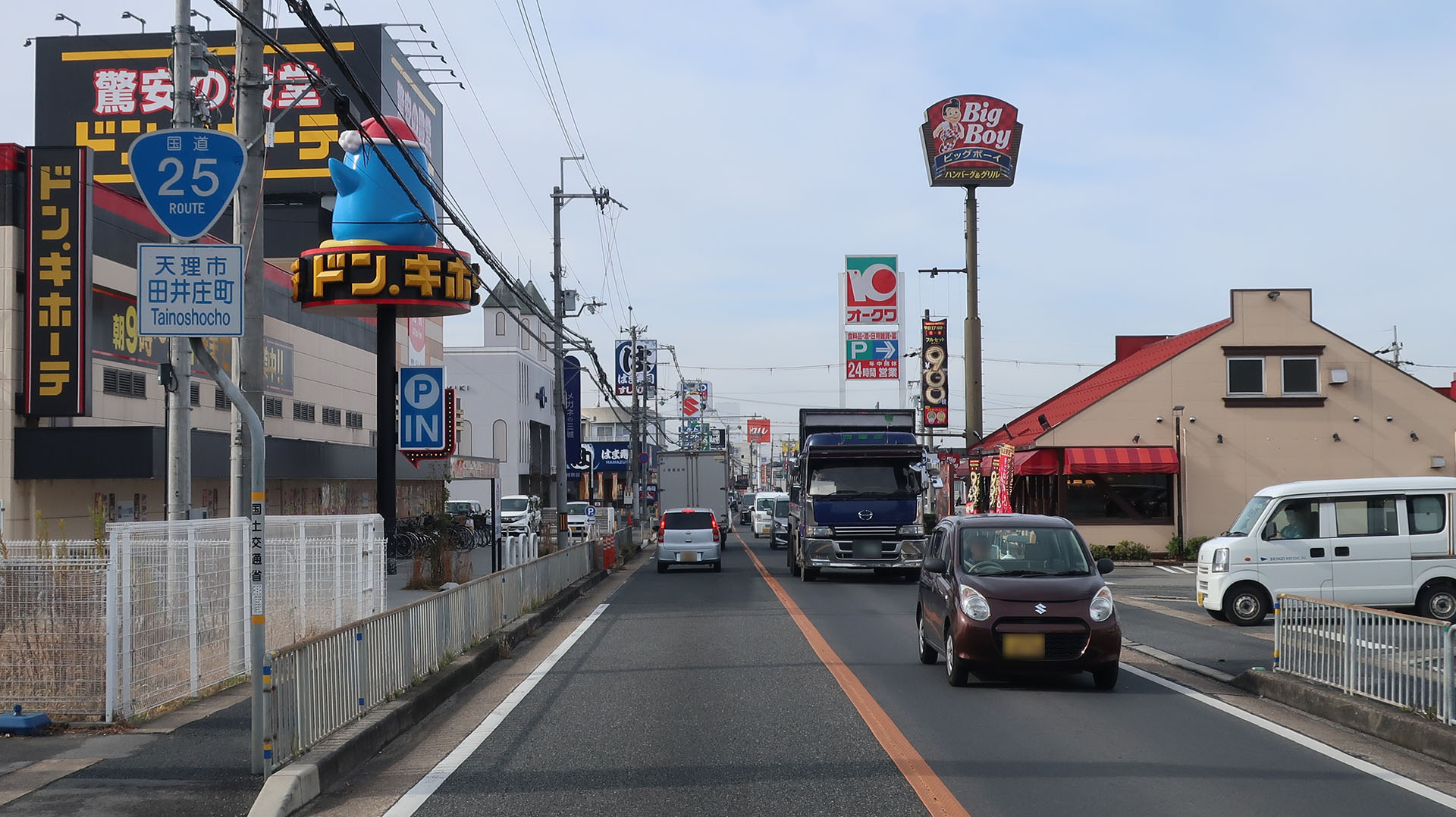
奈良県天理市田井庄町
（2020年1月撮影）

天理市布留から東側は1.2車線程度の狭路であり酷道として知られていた（ただし奈良交通の路線バスも走る）が、2006年6月30日から国道指定を外れ天理市道となった。かつては、当該区間および天理市勾田町から東側の天理トンネル新道と名阪国道の合計3本の国道25号が並行して存在する区間であった。なお、当時の天理トンネル新道は勾田町から先は国道25号本道と接続しておらず、東側の天理ダム付近でのみ接続していた（2006年6月30日以降は勾田町から川原城町まで国道169号と重複指定されたため旧道と付け替わる形で本道と接続している）。
川原城町から西進すると国道24号との嘉幡町交点に至る。現在、嘉幡町交点から西方のファミリー公園前駅方面への奈良県道109号天理斑鳩線が延長されており、大和中央道との接続が改善された。
大和郡山市は両側歩道のある2車線道路が続くが、斑鳩町内では幅員が狭まり歩道のない2車線の道路になる。斑鳩バイパス（別名：いかるがパークウェイ）が事業中であるが、進捗が非常に遅いため、並行して国道25号大和川バイパスが検討されている。
- 終点付近

大阪市に入ると、東住吉区の桑津4交差点で関西本線沿いに西進するバイパスと分岐する。バイパスは阿倍野区の附属天王寺小学校前交差点まで国道25号に指定された盲腸線である。現道は、桑津4交差点から四天王寺へ向けてやや北へ進路を取り、天王寺区の北河堀交差点 - 一心寺前交差点間で上下線のルートが分離する。上町台地を下った浪速区の恵美須交差点 - 戎神社前交差点間は紀州街道の一部区間。大国交差点で右折して国道26号との重複区間となり、難波西口交差点から幅44 mを有する御堂筋となって6 - 8車線まで道路幅は広くなり、終点である北区の梅田新道交差点に至る。元町2交差点以北は南行き一方通行となっているため、起点から終点への完走は自動車では不可能である。

### 別名
- 大和街道：奈良へ向かう三重県内における古道の呼び名。亀山市 - 伊賀市間の国道25号の経路が、ほぼ踏襲する。
- 奈良街道
- 御堂筋

### バイパス
- 名阪国道
- 斑鳩バイパス（事業中）
- 王寺バイパス
- 浪速バイパス

### 重複区間

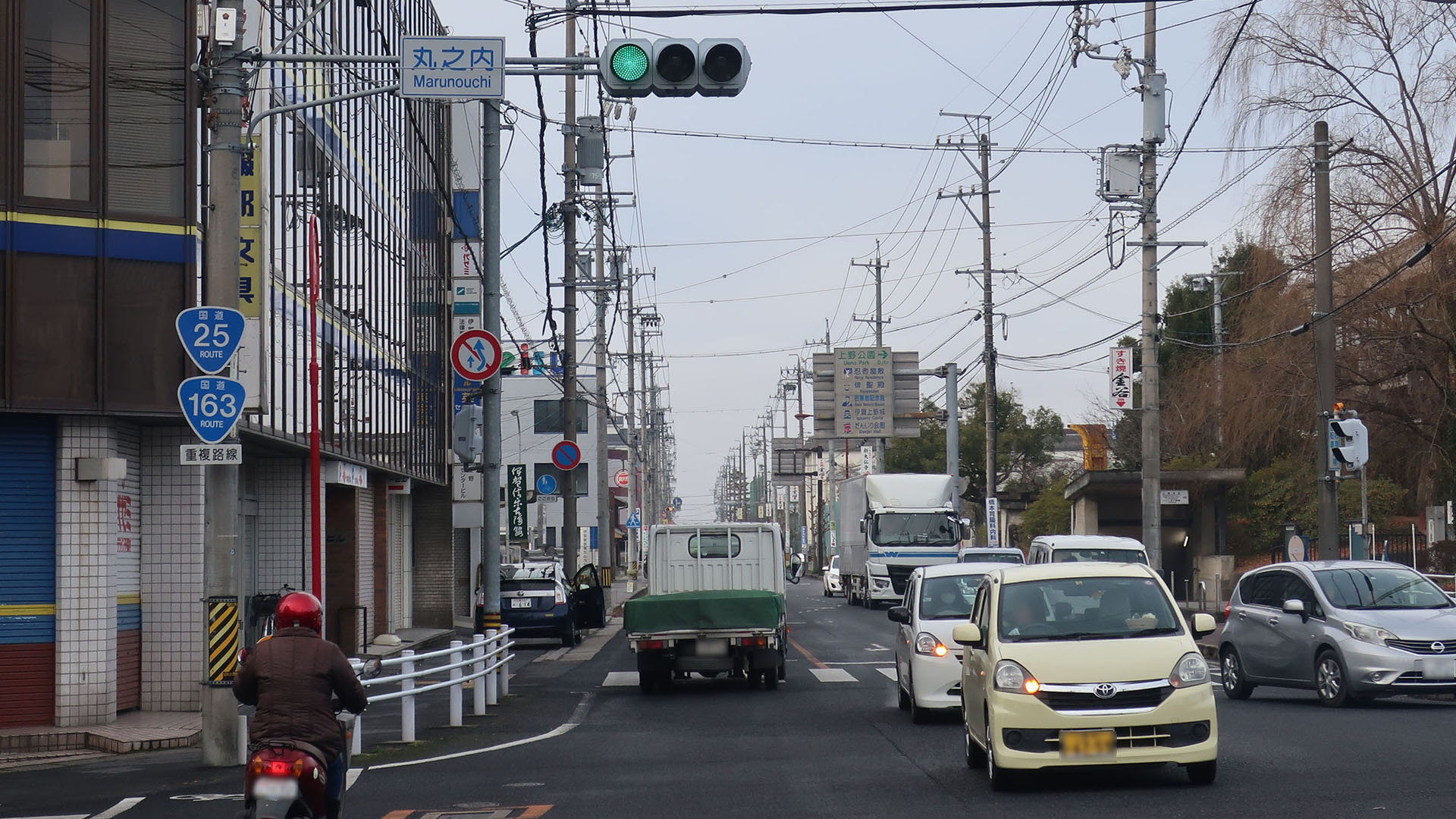
国道163号との重複
三重県伊賀市上野丸之内

- 国道1号（三重県四日市市・大治田一交差点 - 亀山市・東海道関宿西交差点[5]）
- 国道163号（三重県伊賀市上野農人町・農人町交差点 - 伊賀市上野西大手町・西大手交差点）
- 国道422号（三重県伊賀市上野西大手町・西大手交差点 - 伊賀市八幡町・八幡交差点）
- 国道169号（奈良県天理市勾田町・勾田町交差点 - 天理市川原城町・川原城町交差点）
- 国道24号（奈良県天理市・嘉幡町交差点 - 大和郡山市・横田町交差点）
- 国道168号（奈良県生駒郡斑鳩町・竜田大橋交差点 - 北葛城郡王寺町・本町1丁目交差点）
- 国道165号（大阪府柏原市・国分交差点 - 大阪市北区・梅田新道交差点（終点））
- 国道170号（大阪府柏原市上市・安堂交差点 - 柏原市大正・柏原駅下り交差点）
- 国道26号（大阪府大阪市浪速区・大国交差点 - 大阪市北区・梅田新道交差点（終点））

### 道路施設

#### 橋梁
- 五月橋：非名阪区間の三重県と奈良県の県境を流れる名張川に架かる鉄鋼製プラットトラス橋。1928年（昭和3年）竣工[19]。国道25号上で供用されている橋としては最も古かったが[16]、橋の老朽化が進んでいるとして、2020年3月23日に新橋に切り替えられた。
- 薬師橋：名阪国道のオメガカーブ区間に架かる橋のひとつ。奈良市内にある。
- 中畑橋：名阪国道のオメガカーブ区間に架かる橋のひとつ。奈良市内にある。
- 昭和橋：奈良県斑鳩町と王寺町の町境を流れる大和川に架かる橋。
- 国豊橋：大和川に架かる柏原市内の橋。
- 道頓堀橋：道頓堀川に架かる大阪市中央区の橋。

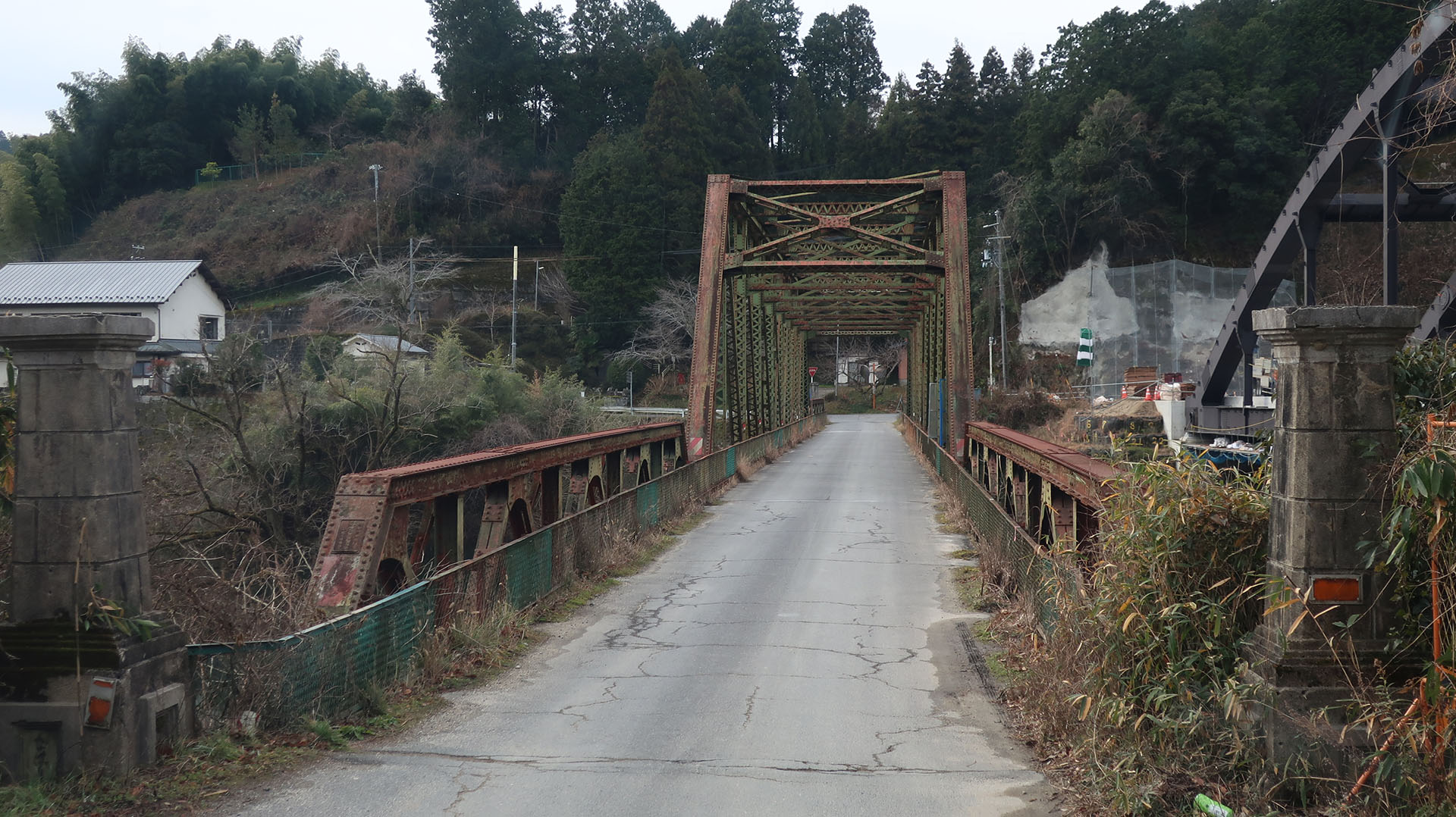
五月橋（2020年1月撮影）
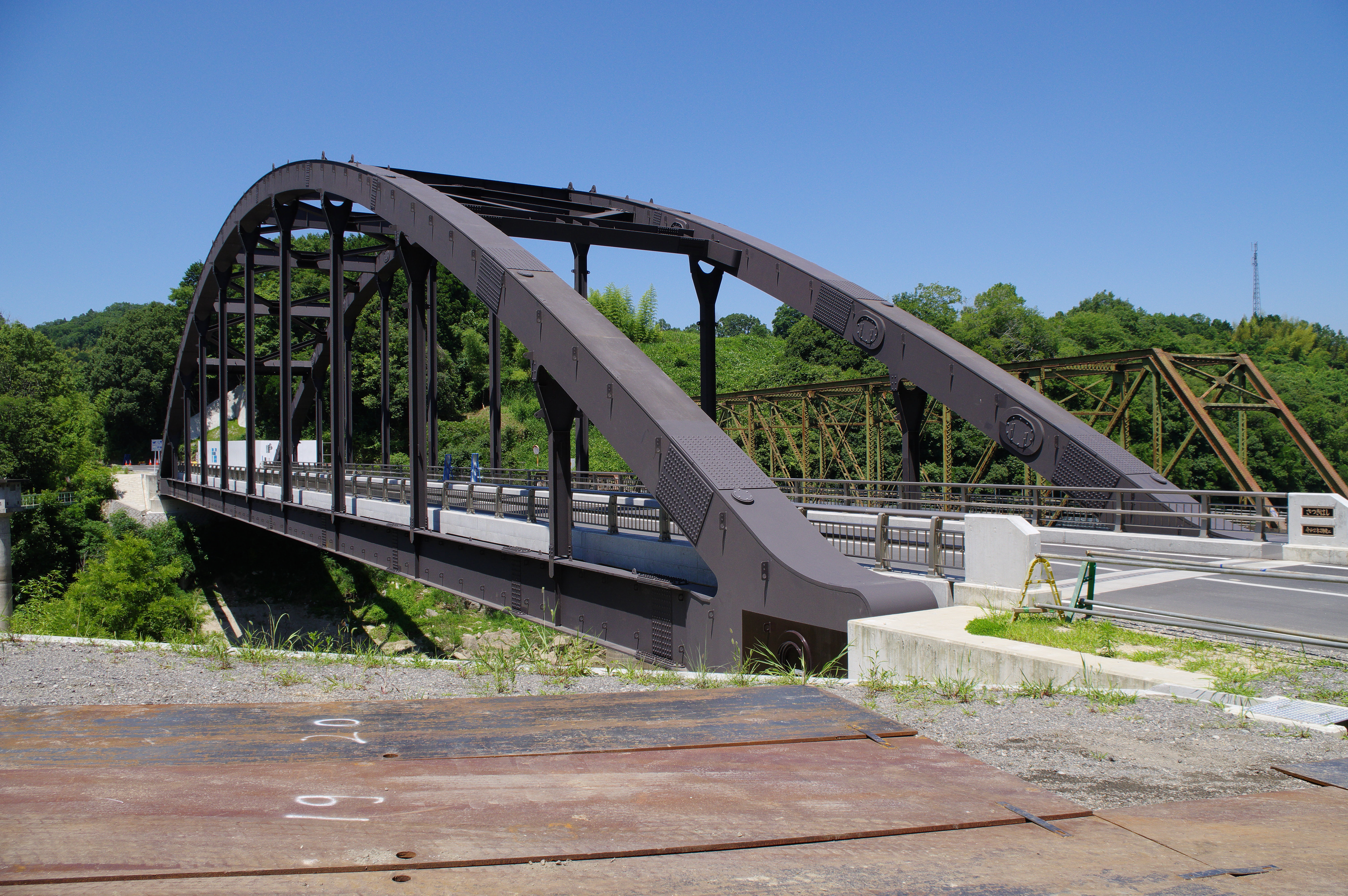
五月橋（新橋） （2020年6月撮影）
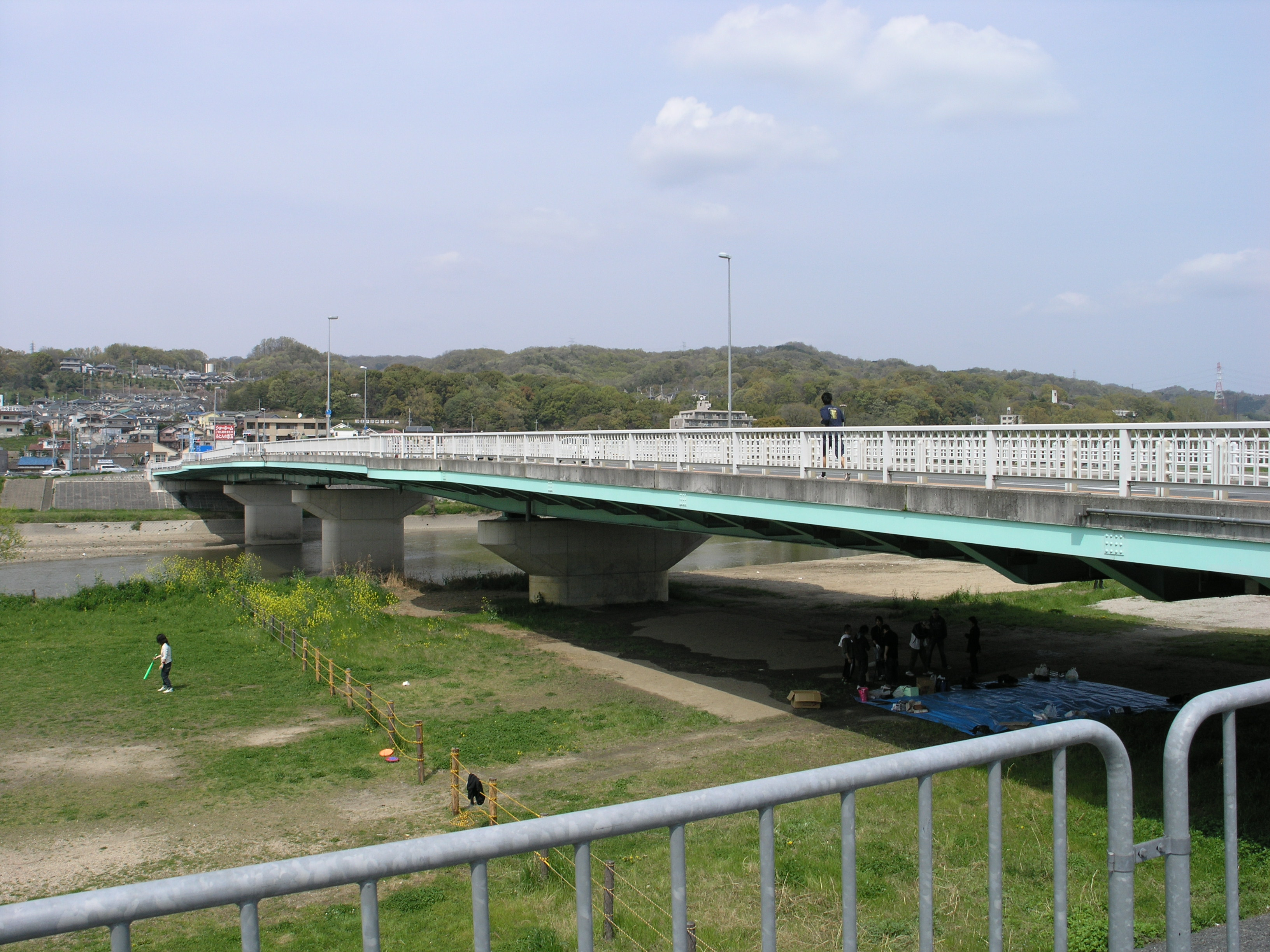
国豊橋（2008年4月撮影）

#### トンネル
- 金場隧道：非名阪区間の亀山市内にあるトンネル。
- 関トンネル：名阪国道の向井ICの東に位置する、亀山市にあるトンネル。上下線それぞれに分かれ2本ある。
- 加太トンネル：名阪国道の伊賀ICの東に位置する、亀山市・伊賀市にまたがるトンネル。上下線それぞれに分かれ2本ある。
- 天理トンネル：非名阪区間の天理市内にあるトンネル。

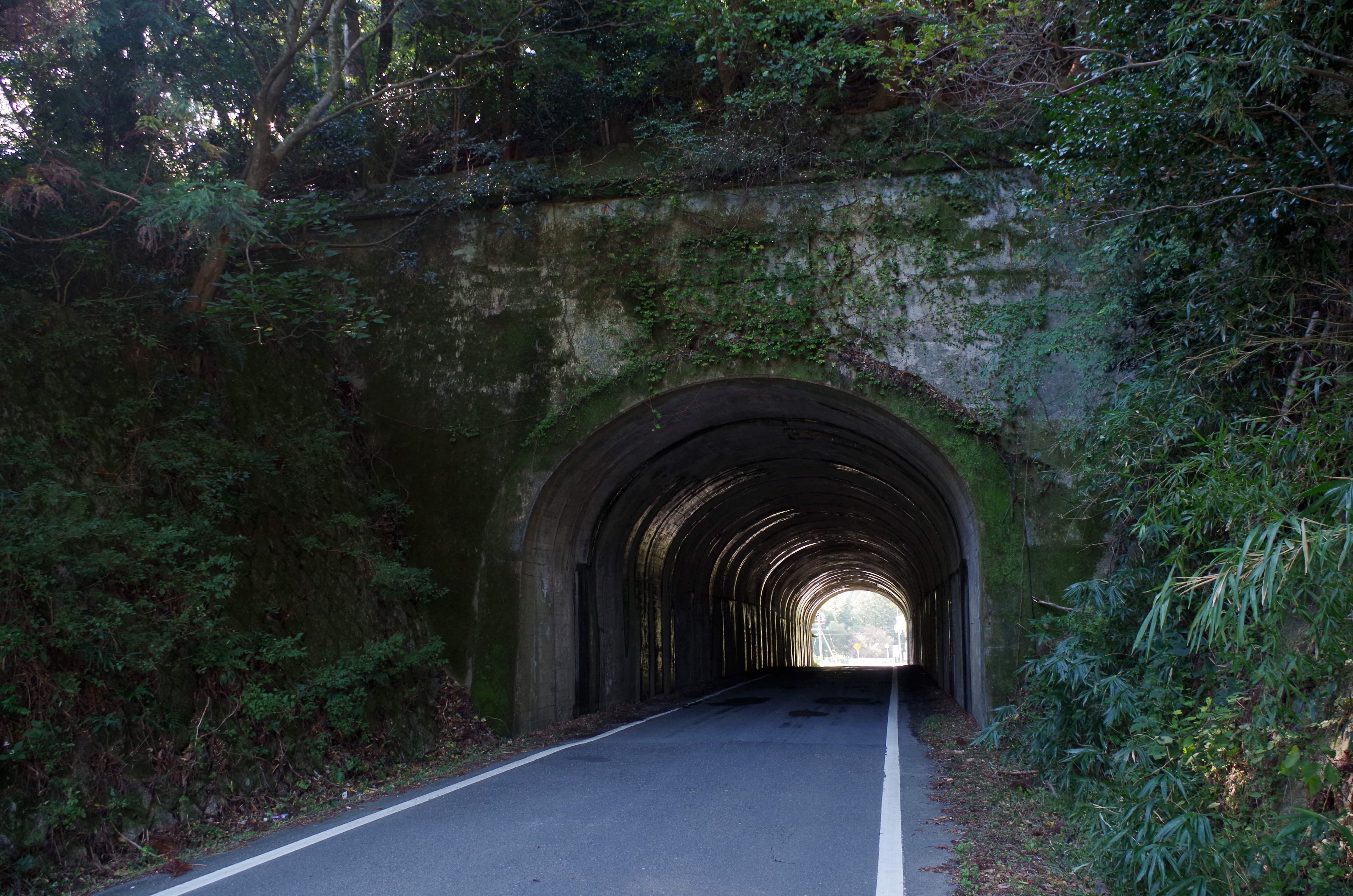
金場隧道（東側）
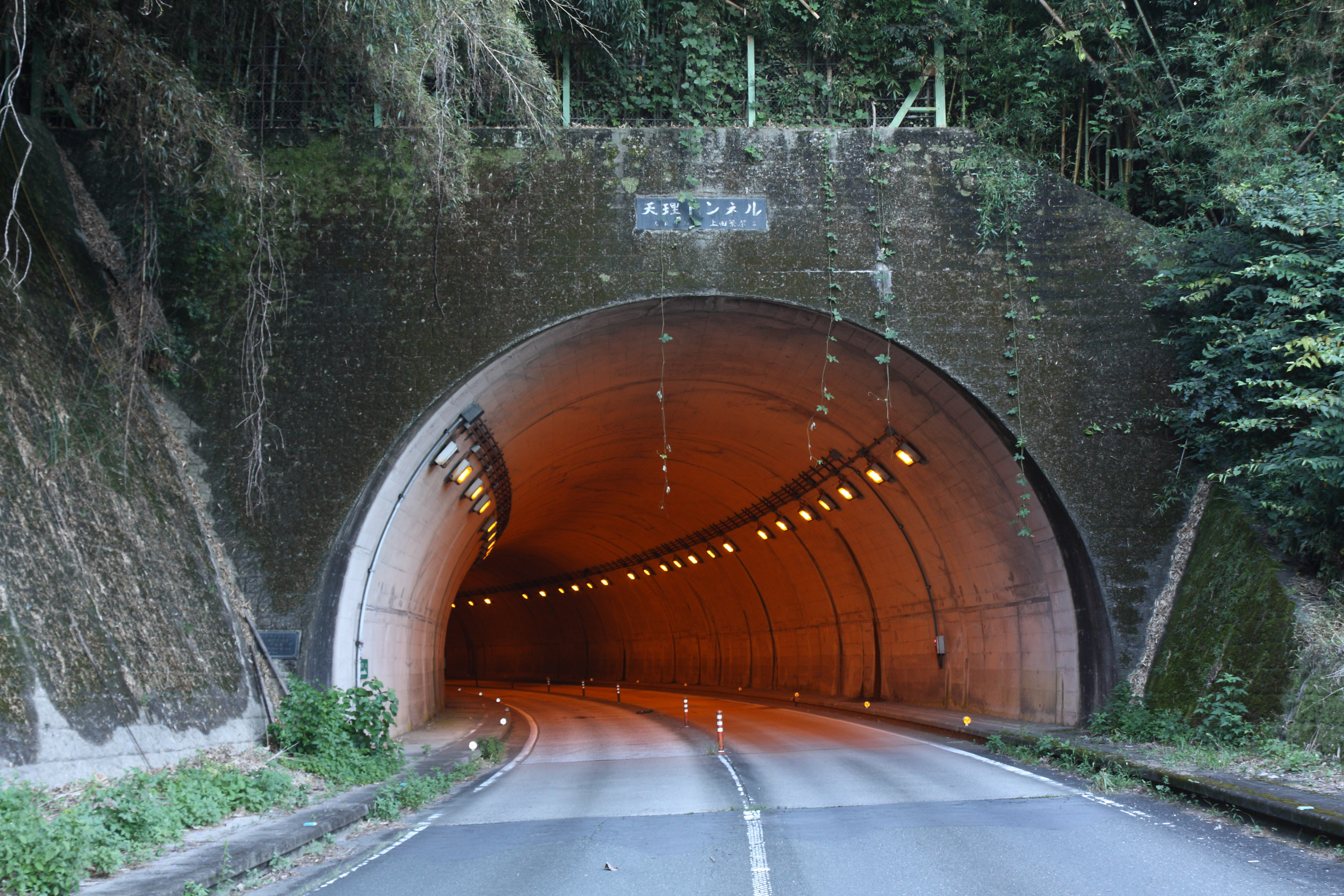
天理トンネル（西側）

#### 道の駅
- 三重県
  - 関宿（亀山市、国道1号重複区間）
  - いが（伊賀市、名阪国道・伊賀SAの天理方面施設）
- 奈良県
  - 針T・R・S（奈良市、名阪国道・針ICと併設）
  - なら歴史芸術文化村（天理市）

## 地理

### 通過する自治体
- 三重県
  - 四日市市 - 鈴鹿市 - 亀山市 - 伊賀市
- 奈良県
  - 山辺郡山添村 - 奈良市 - 天理市 - 大和郡山市 - 生駒郡斑鳩町 - 生駒郡三郷町 - 北葛城郡王寺町
- 大阪府
  - 柏原市 - 八尾市 - 大阪市（平野区 - 東住吉区 - 阿倍野区 - 天王寺区 - 浪速区 - 中央区 - 北区）

### 交差する道路
※バイパスのうち、名阪国道については、当該記事を参照。
| 交差する道路                                                    | 都道府県名 | 市町村名   | 市町村名   | 交差する場所       | 備考                                                                           |
| --------------------------------------------------------------- | ---------- | ---------- | ---------- | ------------------ | ------------------------------------------------------------------------------ |
| 国道23号                                                        | 三重県     | 四日市市   | 四日市市   | 大里町             | ※国道23号南行と国道25号を接続                                                  |
| 国道23号                                                        | 三重県     | 四日市市   | 四日市市   | 四日市南消防署前   | ※国道23号北行と国道25号を接続                                                  |
| 国道1号                                                         | 三重県     | 四日市市   | 四日市市   | 大治田一           | ※ここから亀山市東海道関宿西まで国道1号と重複                                   |
| 三重県道8号四日市鈴鹿環状線                                     | 三重県     | 四日市市   | 四日市市   | （釆女町）         |                                                                                |
| 三重県道27号神戸長沢線                                          | 三重県     | 鈴鹿市     | 鈴鹿市     | 上野町             |                                                                                |
| 三重県道28号亀山白山線                                          | 三重県     | 亀山市     | 亀山市     | 川合町             |                                                                                |
| E23 東名阪自動車道 33 亀山IC                                    | 三重県     | 亀山市     | 亀山市     | （太岡寺町）       |                                                                                |
| 三重県道10号津関線                                              | 三重県     | 亀山市     | 亀山市     | 東海道関宿東       |                                                                                |
| 三重県道11号四日市関線                                          | 三重県     | 亀山市     | 亀山市     | 地蔵院口           |                                                                                |
| 国道1号                                                         | 三重県     | 亀山市     | 亀山市     | 東海道関宿西       |                                                                                |
| 三重県道50号伊賀信楽線                                          | 三重県     | 伊賀市     | 伊賀市     | （柘植町）         |                                                                                |
| 三重県道4号草津伊賀線                                           | 三重県     | 伊賀市     | 伊賀市     | 上柘植             |                                                                                |
| 三重県道2号伊賀青山線                                           | 三重県     | 伊賀市     | 伊賀市     | （新堂）           |                                                                                |
| 三重県道49号甲南阿山伊賀線                                      | 三重県     | 伊賀市     | 伊賀市     | 西之沢             |                                                                                |
| 国道163号                                                       | 三重県     | 伊賀市     | 伊賀市     | 農人町             |                                                                                |
| 三重県道56号上野大山田線                                        | 三重県     | 伊賀市     | 伊賀市     | 丸之内             |                                                                                |
| 国道163号                                                       | 三重県     | 伊賀市     | 伊賀市     | 西大手             |                                                                                |
| 国道368号 国道422号                                             | 三重県     | 伊賀市     | 伊賀市     | 八幡               |                                                                                |
| 三重県道82号上野南山城線                                        | 三重県     | 伊賀市     | 伊賀市     | （白樫）           |                                                                                |
| 奈良県道4号笠置山添線                                           | 奈良県     | 山辺郡     | 山添村     | （遅瀬）           |                                                                                |
| 奈良県道80号奈良名張線                                          | 奈良県     | 山辺郡     | 山添村     | 中峯山             |                                                                                |
| 奈良県道80号奈良名張線                                          | 奈良県     | 山辺郡     | 山添村     | （大西）           |                                                                                |
| 国道369号                                                       | 奈良県     | 奈良市     | 奈良市     | 針インター北       |                                                                                |
| 奈良県道38号桜井都祁線                                          | 奈良県     | 奈良市     | 奈良市     | 針                 |                                                                                |
| 奈良県道47号天理加茂木津線                                      | 奈良県     | 天理市     | 天理市     | （福住町）         |                                                                                |
| 奈良県道51号天理環状線                                          | 奈良県     | 天理市     | 天理市     | 杣之内町南         |                                                                                |
| 国道169号                                                       | 奈良県     | 天理市     | 天理市     | 勾田町             |                                                                                |
| 国道169号                                                       | 奈良県     | 天理市     | 天理市     | 川原城町           |                                                                                |
| 奈良県道51号天理環状線                                          | 奈良県     | 天理市     | 天理市     | 富堂町             |                                                                                |
| 国道24号                                                        | 奈良県     | 天理市     | 天理市     | 嘉幡町             | ※ここから大和郡山市横田町まで国道24号と重複                                    |
| E24 京奈和自動車道 13 郡山南IC                                  | 奈良県     | 天理市     | 天理市     | 中町中川           |                                                                                |
| E25 西名阪自動車道 5 郡山IC                                     | 奈良県     | 大和郡山市 | 大和郡山市 | （伊豆七条町）     |                                                                                |
| 国道24号                                                        | 奈良県     | 大和郡山市 | 大和郡山市 | 横田町             |                                                                                |
| 奈良県道9号奈良大和郡山斑鳩線                                   | 奈良県     | 生駒郡     | 斑鳩町     | 中宮寺東           |                                                                                |
| 奈良県道5号大和高田斑鳩線                                       | 奈良県     | 生駒郡     | 斑鳩町     | 法隆寺東           |                                                                                |
| 国道168号                                                       | 奈良県     | 生駒郡     | 斑鳩町     | 竜田大橋           |                                                                                |
| 国道168号 奈良県道36号天理王寺線                                | 奈良県     | 北葛城郡   | 王寺町     | 本町1丁目          |                                                                                |
| 国道165号 大阪府道12号堺大和高田線                              | 大阪府     | 柏原市     | 柏原市     | 国分               |                                                                                |
| 国道170号                                                       | 大阪府     | 柏原市     | 柏原市     | 安堂               |                                                                                |
| 国道170号                                                       | 大阪府     | 柏原市     | 柏原市     | 柏原駅下り         |                                                                                |
| 国道170号                                                       | 大阪府     | 八尾市     | 八尾市     | 二俣               |                                                                                |
| 国道170号〈大阪外環状線〉                                       | 大阪府     | 八尾市     | 八尾市     | 志紀南             |                                                                                |
| 大阪府道2号大阪中央環状線（旧道）                               | 大阪府     | 八尾市     | 八尾市     | 太子堂             |                                                                                |
| 大阪府道2号大阪中央環状線                                       | 大阪府     | 八尾市     | 八尾市     | 亀井東             | ※国道25号と府道2号南行を接続                                                   |
| 大阪府道2号大阪中央環状線                                       | 大阪府     | 大阪市     | 平野区     | 亀井西             | ※国道25号と府道2号北行を接続                                                   |
| 大阪府道5号大阪港八尾線                                         | 大阪府     | 大阪市     | 平野区     | 平野東1            |                                                                                |
| 国道479号〈大阪内環状線〉                                       | 大阪府     | 大阪市     | 平野区     | 平野警察署西       | ※国道479号本線は当交差点の地下を通り、吹田方面とは相互に通行不可               |
| 国道309号                                                       | 大阪府     | 大阪市     | 平野区     | 平野馬場           |                                                                                |
| 大阪市道大阪環状線〈今里筋〉                                    | 大阪府     | 大阪市     | 東住吉区   | 杭全               |                                                                                |
| 大阪府道26号大阪狭山線                                          | 大阪府     | 大阪市     | 東住吉区   | 桑津2              | ※浪速バイパス交差点                                                            |
| 大阪市道上新庄生野線 大阪府道26号大阪狭山線                     | 大阪府     | 大阪市     | 生野区     | 林寺2              |                                                                                |
| 大阪府道28号大阪高石線〈あびこ筋〉                              | 大阪府     | 大阪市     | 天王寺区   | 付属天王寺小学校前 | ※浪速バイパス交差点                                                            |
| 大阪市道赤川天王寺線〈上町筋〉 大阪府道28号大阪高石線〈上町筋〉 | 大阪府     | 大阪市     | 天王寺区   | 北河堀             |                                                                                |
| 大阪府道30号大阪和泉泉南線〈谷町筋〉                            | 大阪府     | 大阪市     | 天王寺区   | 四天王寺前（東行） | ※一心寺前交差点 - 北河堀交差点間は、東行・西行がそれぞれ一方通行道路として分離 |
| 大阪府道30号大阪和泉泉南線〈谷町筋〉                            | 大阪府     | 大阪市     | 天王寺区   | 四天王寺南（西行） | ※一心寺前交差点 - 北河堀交差点間は、東行・西行がそれぞれ一方通行道路として分離 |
| 大阪市道天神橋天王寺線〈松屋町筋〉                              | 大阪府     | 大阪市     | 天王寺区   | 天王寺公園北口     |                                                                                |
| 大阪府道102号恵美須南森町線〈堺筋〉                             | 大阪府     | 大阪市     | 浪速区     | 恵美須             |                                                                                |
| 国道26号                                                        | 大阪府     | 大阪市     | 浪速区     | 大国               |                                                                                |
| 大阪市道南北線〈四つ橋筋〉 大阪市道浪速鶴町線〈大浪通〉         | 大阪府     | 大阪市     | 浪速区     | 元町2              |                                                                                |
| 大阪市道難波境川線〈千日前通〉                                  | 大阪府     | 大阪市     | 中央区     | 難波               |                                                                                |
| 国道308号〈長堀通〉                                             | 大阪府     | 大阪市     | 中央区     | 新橋               |                                                                                |
| 大阪市道築港深江線〈中央大通〉                                  | 大阪府     | 大阪市     | 中央区     | 久太郎町3          | ※国道25号と市道西行を接続                                                      |
| 大阪市道築港深江線〈中央大通〉                                  | 大阪府     | 大阪市     | 中央区     | 船場中央3          | ※国道25号と市道東行を接続                                                      |
| 国道172号〈本町通〉                                             | 大阪府     | 大阪市     | 中央区     | 本町3              |                                                                                |
| 国道423号〈新御堂筋〉                                           | 大阪府     | 大阪市     | 北区       | 梅新南             | ※国道423号は流入のみ                                                           |
| 国道1号 国道2号〈曽根崎通〉 国道176号                           | 大阪府     | 大阪市     | 北区       | 梅田新道           |                                                                                |

※ 交差する場所の括弧書きは地名、それ以外は交差点名で表示

## ギャラリー

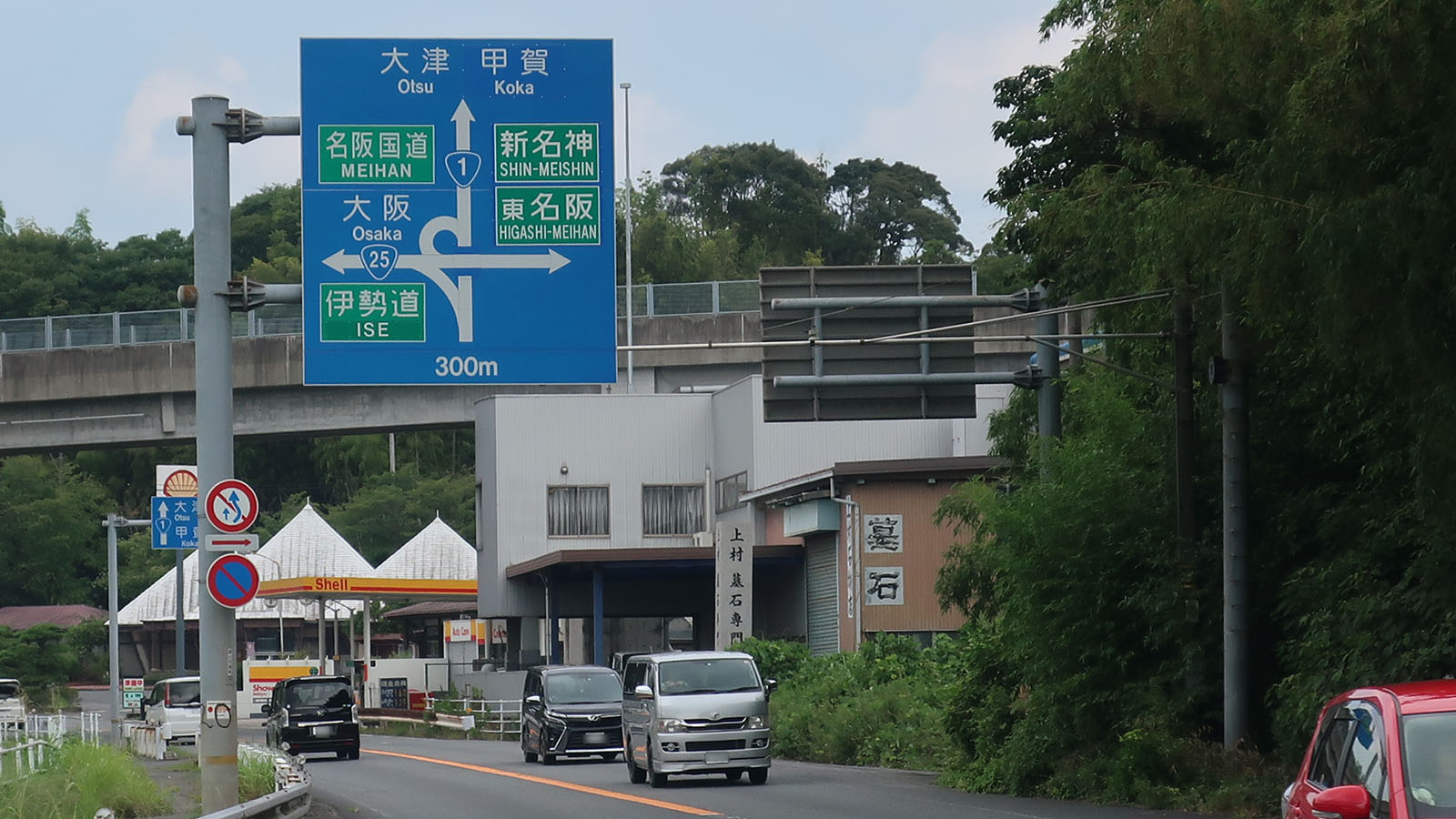
名阪国道との分岐 三重県亀山市太岡寺町
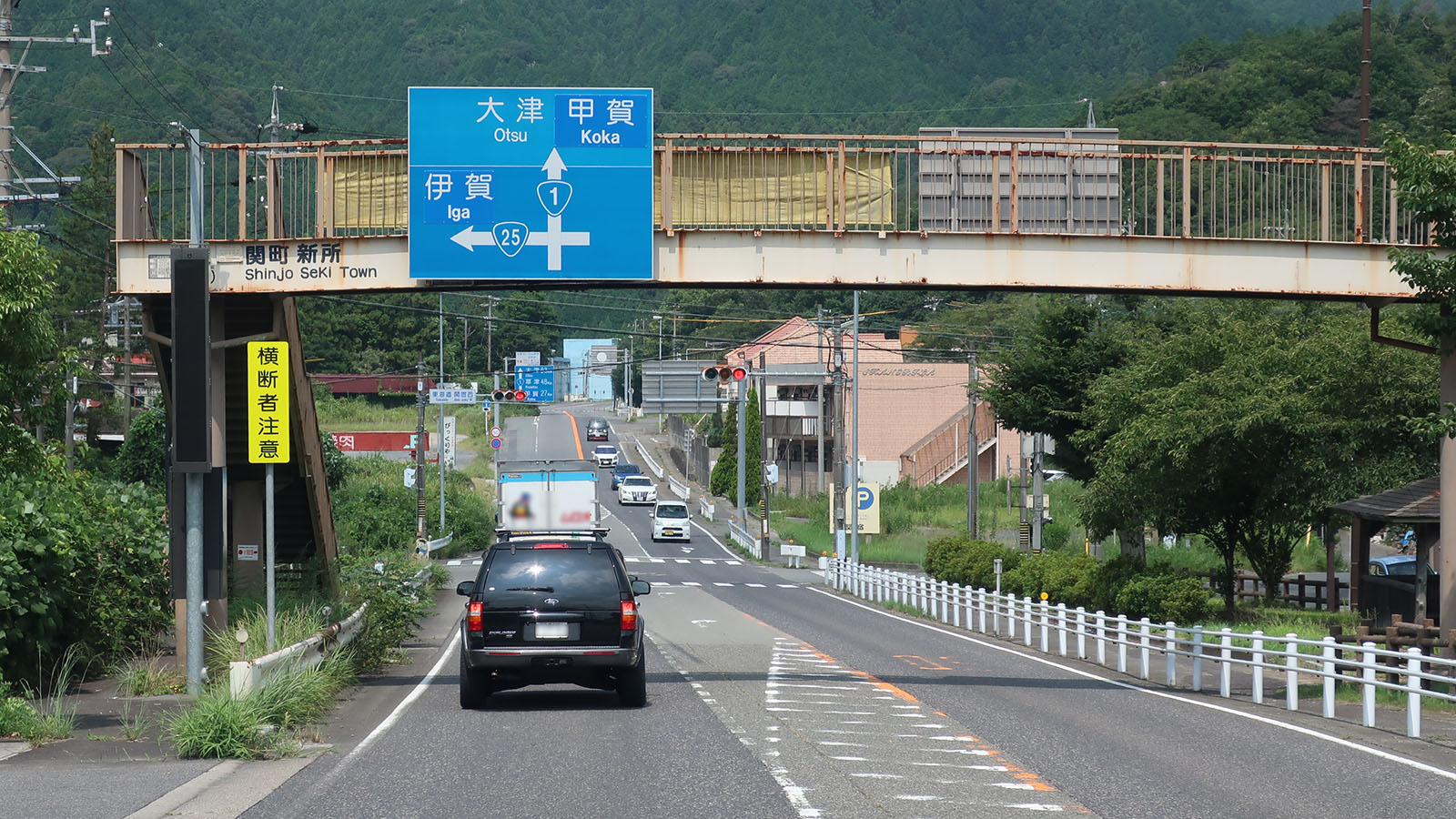
国道1号からの分岐 三重県亀山市関町
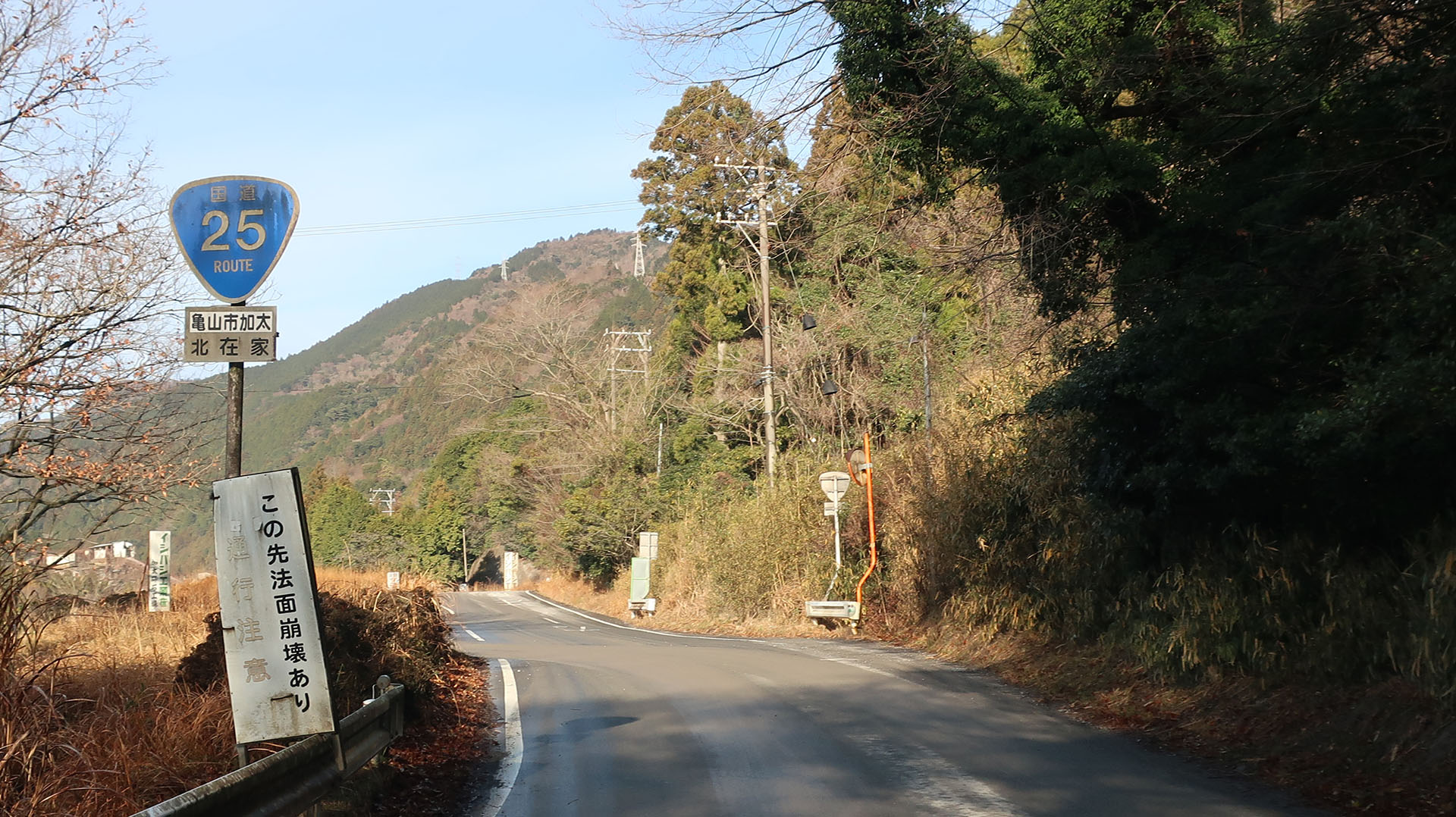
亀山市加太の非名阪区間 以前は未舗装区間だった
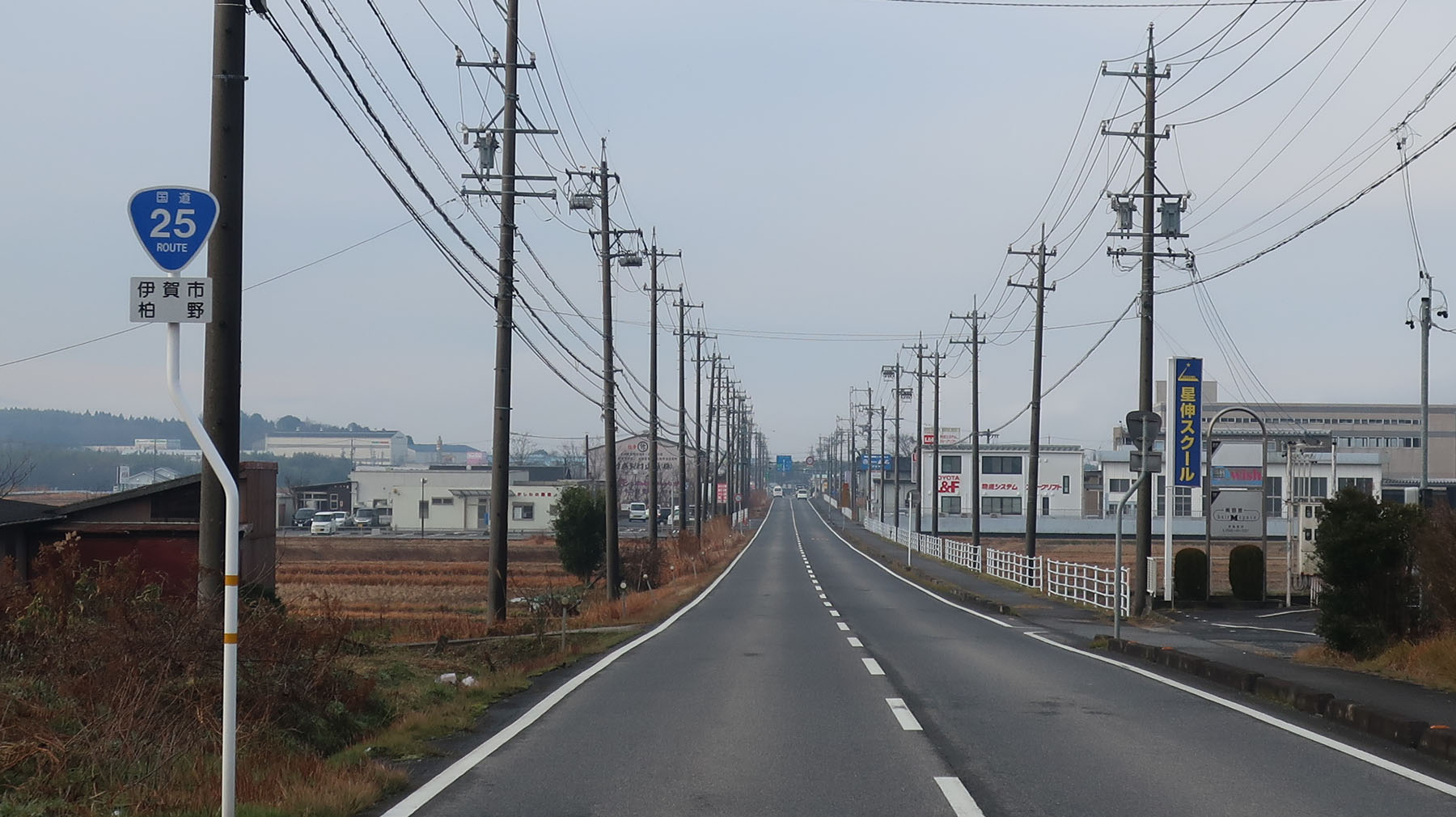
伊賀市柏野の非名阪区間 （2020年1月撮影）
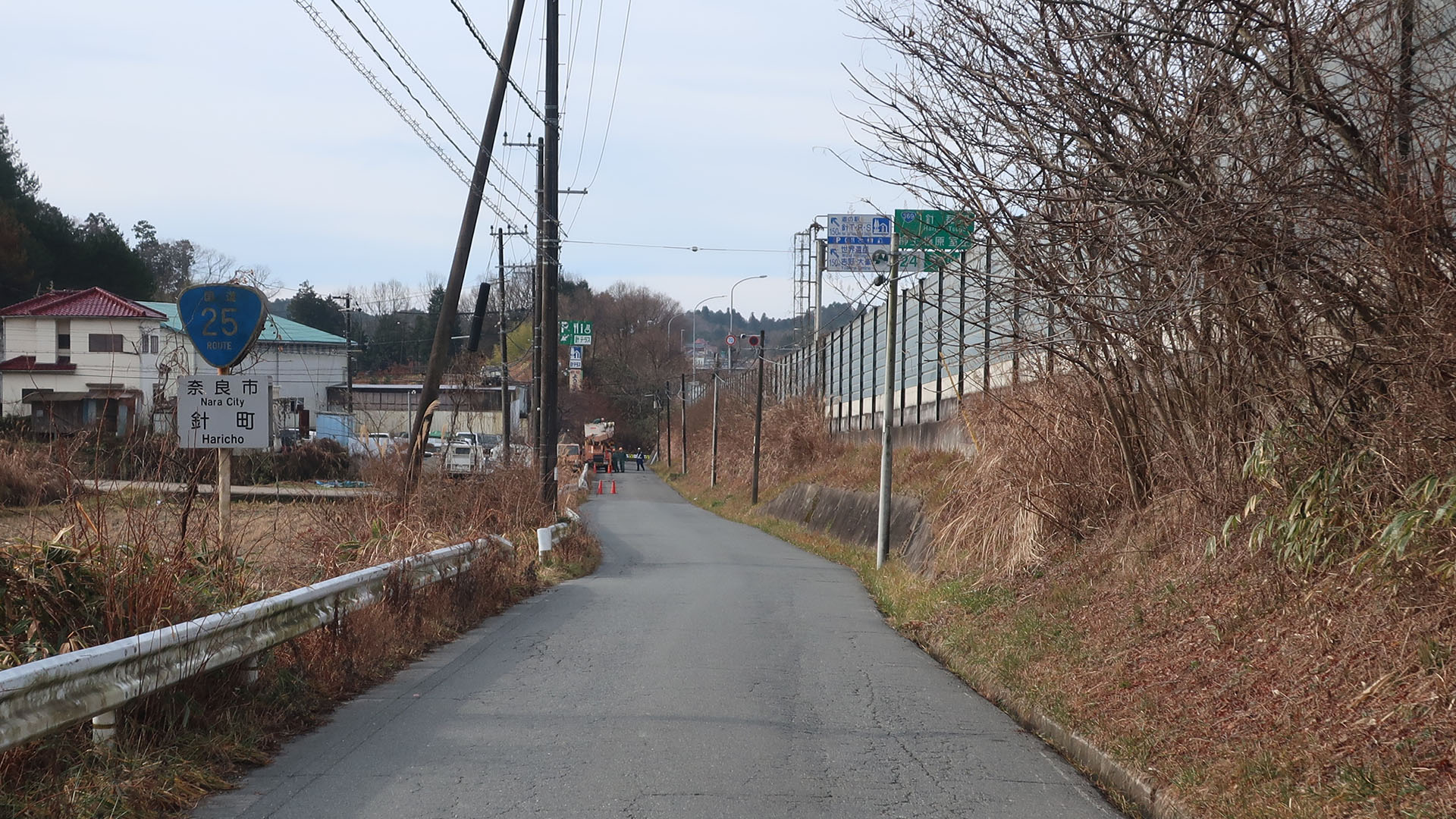
奈良市針町の非名阪区間 右手に名阪国道が並走
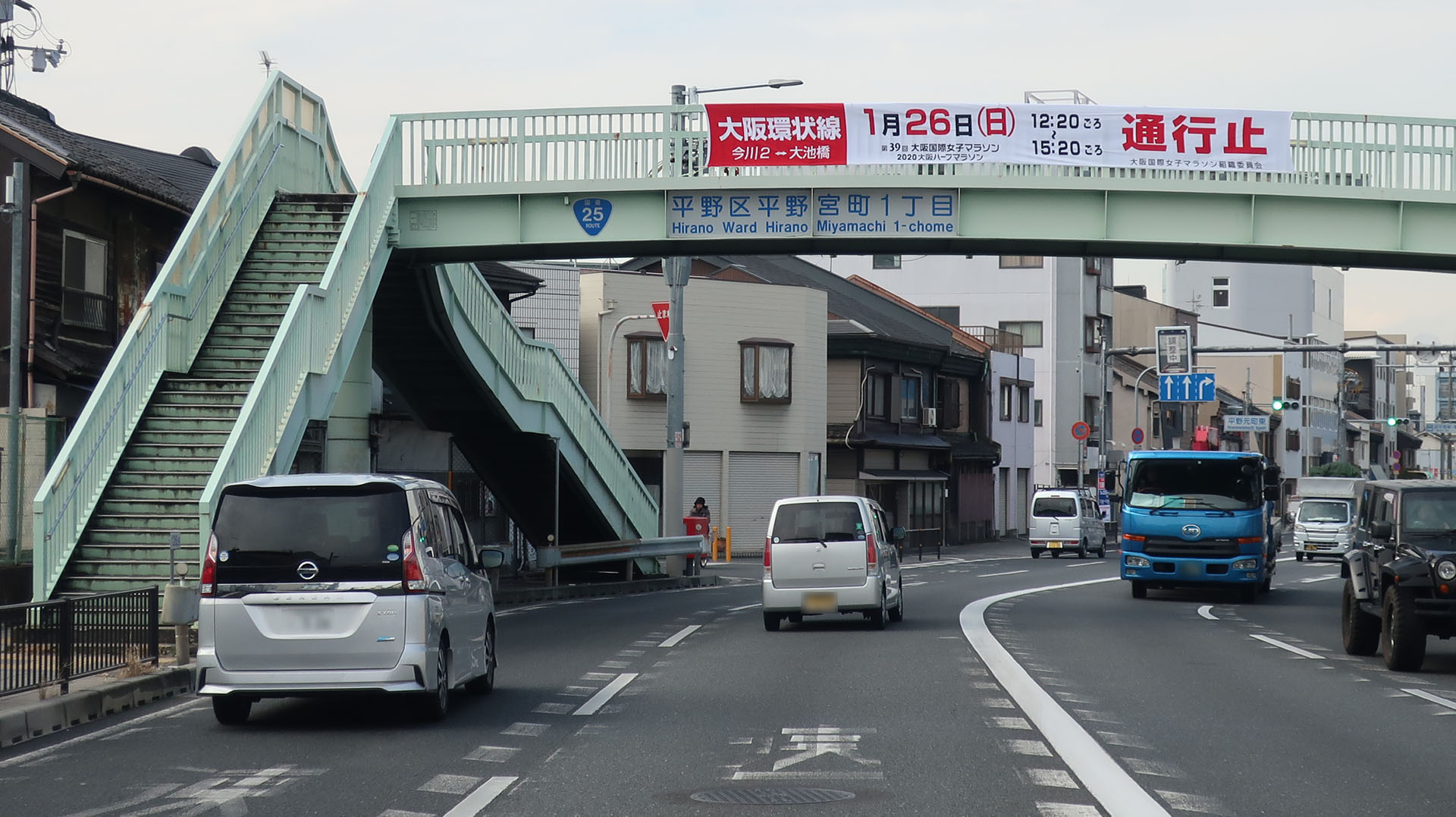
大阪市平野区平野宮町 （2020年1月撮影）
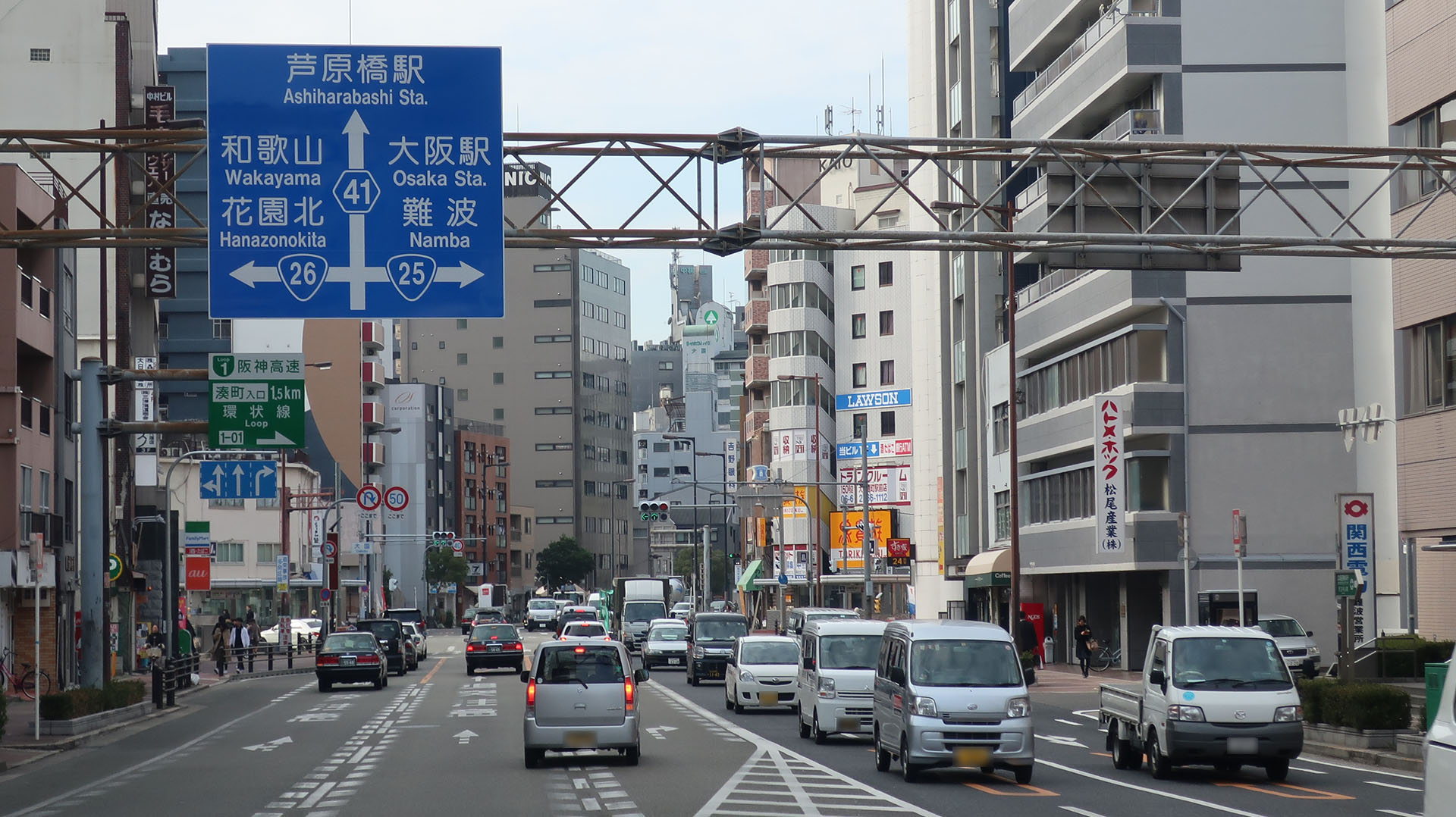
国道26号との分岐 大阪府大阪市浪速区
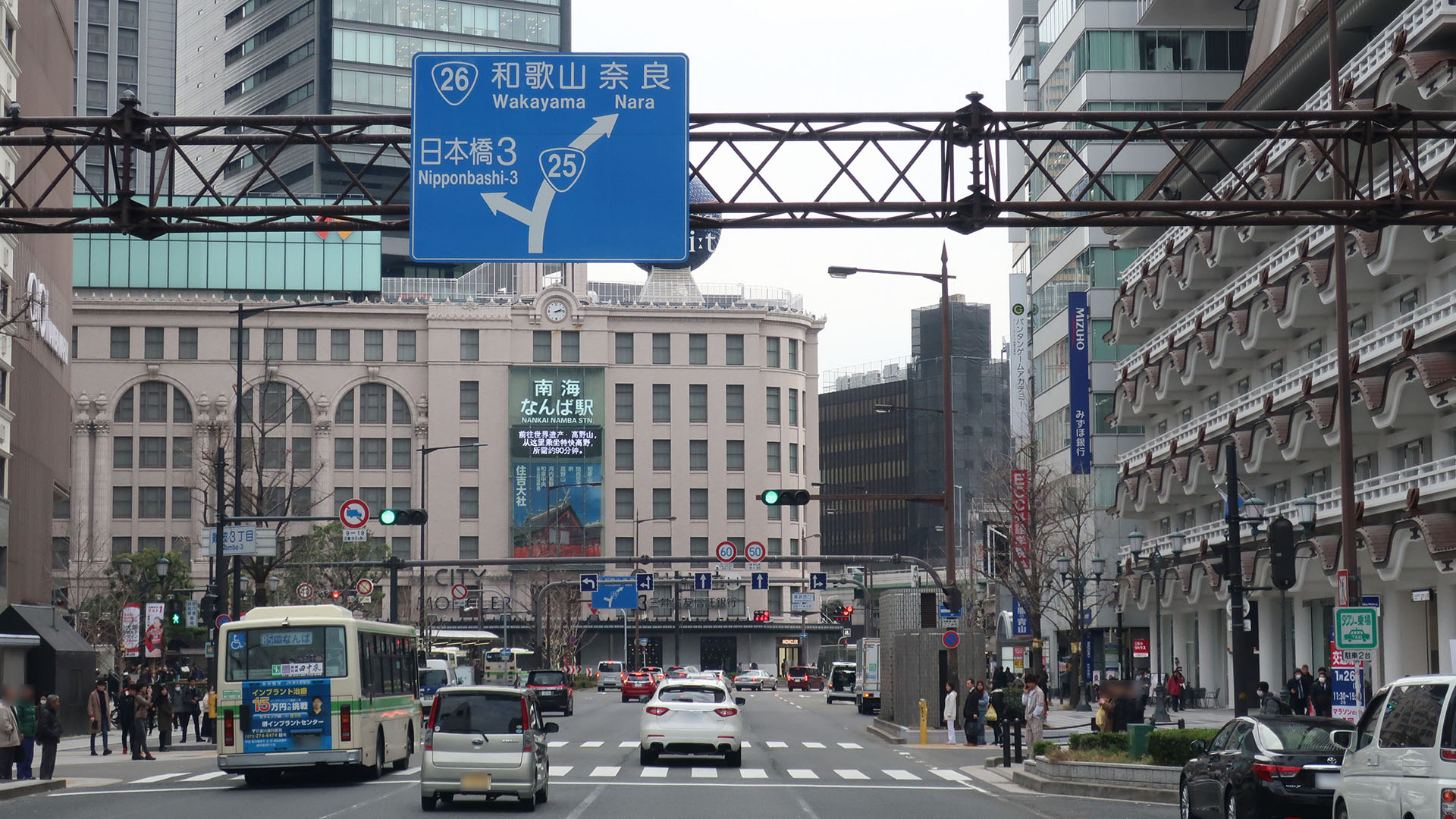
大阪府大阪市中央区 難波5丁目
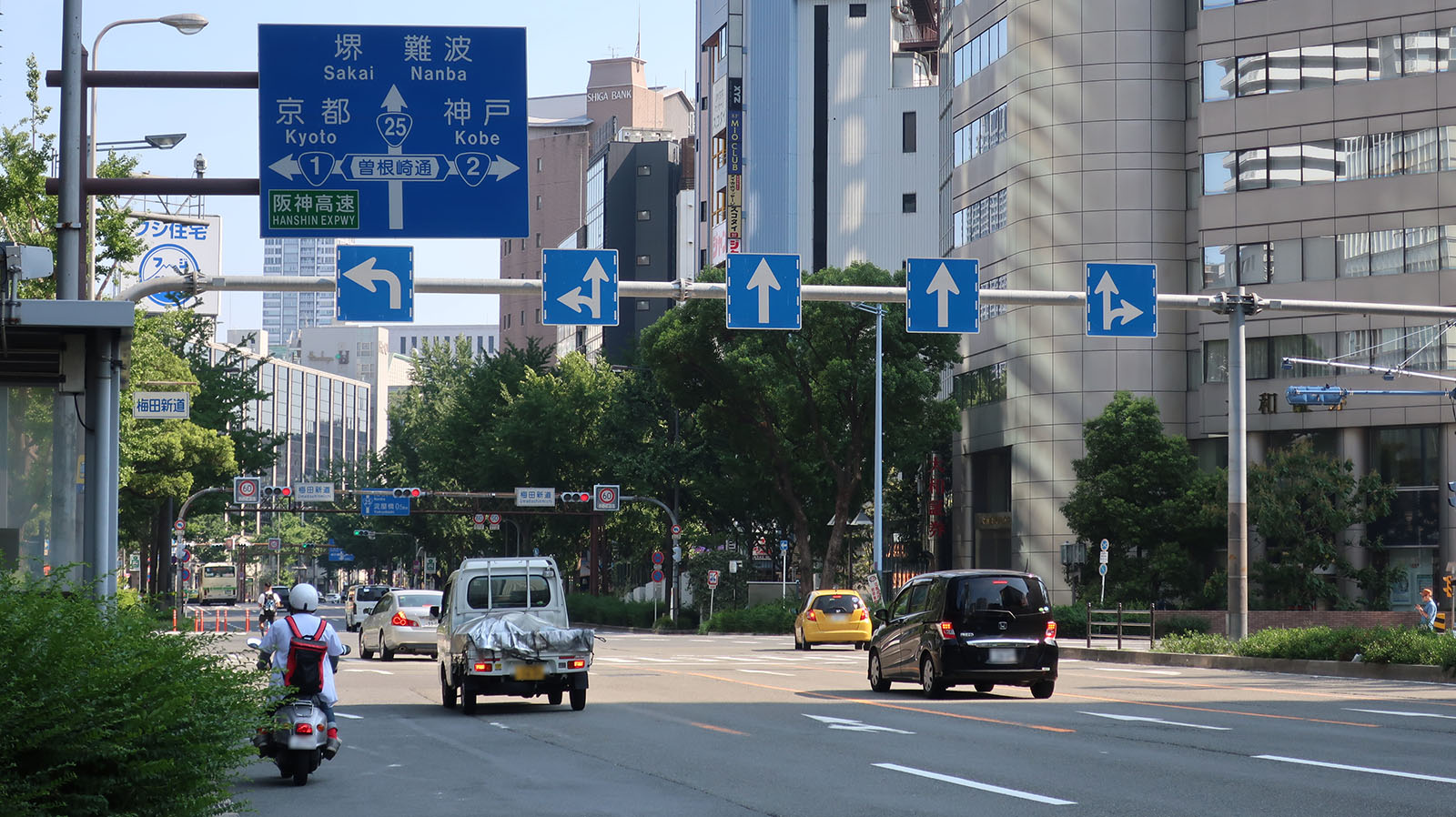
終点、梅田新道交差点 大阪府大阪市北区曾根崎